# Ville-arrondissement

Villes-arrondissements en Allemagne (2016)

En Allemagne, une ville-arrondissement (en allemand : kreisfreie Stadt, /ˌkʁaɪ̯sfʁaɪ̯ə ˈʃtat/, ? Écouter [Fiche] ; en Bade-Wurtemberg, et anciennement en RDA et en Prusse : Stadtkreis) est une ville qui n'est pas intégrée dans un arrondissement (Kreis) mais qui forme un arrondissement à elle seule.
Au nombre de 106 en 2021, la plupart sont de grandes villes ou bien bénéficient d'une tradition d'autonomie administrative.
Les anciens arrondissements de Colmar-Ville, de Metz-Ville et de Strasbourg-Ville en étaient la transposition dans l’Alsace-Moselle redevenue française.